# Apaturopsis
Az Apaturopsis a rovarok (Insecta) osztályának a lepkék (Lepidoptera) rendjéhez, ezen belül a tarkalepkefélék (Nymphalidae) családjához tartozó Apaturinae alcsalád egyik neme.

## Rendszerezés
A nembe az alábbi 3 faj tartozik:
- Apaturopsis cleochares
- Apaturopsis kilusa
- Apaturopsis paulianii